# Rio Andrada
O rio Andrada é um curso de água que banha o estado do Paraná, Brasil.